# Karl Felix Walder
Karl Felix Walder (* 24. Juli 1821 in Unterstrass, heute: Zürich; † 7. Februar 1898 in Winterthur), heimatberechtigt in Hombrechtikon, war ein Schweizer Journalist und Politiker der Demokratischen Partei (DP), der unter anderem von 1869 bis 1893 Regierungsrat sowie 1878/79 Präsident des Regierungsrates des Kantons Zürich war.

## Leben
Karl Felix Walder, Sohn des Buchdruckers Felix Walder und der Margareth Schwander, absolvierte nach dem Besuch des Gymnasiums von 1840 bis 1844 ein Studium der Theologie an der Universität Zürich, war allerdings nach wenigen Predigten als Journalist tätig. Er war von 1846 bis 1854 Sekretär des Grossrates, des damaligen Parlaments des Kantons Zürich, sowie zugleich zwischen 1847 und 1866 Sekretär der Direktion des Innern der Kantonsregierung.  Darüber hinaus arbeitete er von 1864 bis 1865 als Redaktor des Republikaners und war anschliessend Mitarbeiter der in Winterthur erscheinenden Tageszeitung Der Landbote.
1862 wurde er Mitglied des Grossrates, des damaligen Parlaments des Kantons Zürich, und gehörte diesem bis 1869 an. Zugleich war er zwischen 1866 und 1869 Richter am Bezirksgericht Zürich und von 1868 bis 1869 Mitglied des Verfassungsrates, eines vom Volk gewählten temporären parlamentsähnlichen Gremiums in den Kantonen, dem die Ausarbeitung einer neuen Verfassung übertragen wurde, sowie der dortigen 35er-Kommission. 1869 wurde er Regierungsrat und bekleidete dieses Amt bis 1893. Er war als Mitglied der Kantonsregierung von 1869 bis 1875 Vorsteher der Direktion für Inneres, zwischen 1875 und 1877 Vorsteher der Direktion für Militär- und Gefängniswesen, von 1877 bis 1879 Vorsteher der Justiz- und Polizeidirektion, zwischen 1879 und 1884 Vorsteher der Sanitätsdirektion und von 1884 bis 1890 erneut Vorsteher der Direktion für Militär- und Gefängniswesen, ehe er zuletzt zwischen 1890 und 1893 abermals Vorsteher der Direktion für Inneres war. Als Nachfolger von Jakob Pfenninger war er von 1878 bis zu seiner Ablösung durch Johann Kaspar Zollinger 1879 Präsident des Regierungsrates des Kantons Zürich. Während er zunächst zu den Wegbereitern der Demokratischen Bewegung und einer ihrer populären Führer war, wurde er wegen Annäherung an die Liberalen ab 1881 von der Demokratischen Partei (DP) als Regierungsrat nicht mehr unterstützt.
1893 wurde Walder Mitglied des in Kantonsrat umbenannten Kantonsparlaments und gehörte diesem bis zu seinem Tode 1898 an. Zugleich engagierte er sich zeitweilig als Präsident des Gewerbevereins Zürich. Er war seit 1849 mit Maria Magdalena Hotz verheiratet, Tochter des Bäckers und Wirts Heinrich Hotz.

## Hintergrundliteratur
- Stefan G. Schmid: Die Zürcher Kantonsregierung seit 1803. 2003.